# Metelectrona ahlstromi
Metelectrona ahlstromi is een straalvinnige vissensoort uit de familie van lantaarnvissen (Myctophidae). De wetenschappelijke naam van de soort is voor het eerst geldig gepubliceerd in 1963 door Wisner.